# جان ماكون
جان ماكون (بالفرنسية: Jean II Makoun)‏ (29 مايو 1983 في ياوندي) لاعب كرة قدم كاميروني يلعب حاليا لصالح نادي الدرجة الأولى ليون الفرنسي ومنتخب الكاميرون في مركز الوسط المدافع. عادة ما يؤدي المهام الدفاعية وهو يتميز باللياقة البدنية والقوة والذكاء الكروي. .

## المسيرة الرياضية مع الأندية
بدأ ماكون مسيرته الرياضية في نادي القطن الكاميروني في فئة الشباب. انتقل إلى نأديان محليان آخران وهما جيونيسي ستار وتونير ياوندي ثم قرر الاحتراف خارجيا والقبول بالانضمام إلى صفوف نادي الدرجة الأولى ليل الفرنسي.
استطاع ماكون أن يثبت أقدامه في التشكيلة الأساسية وشارك في أكثر من 150 مباراة في بطولة الدوري ودوري أبطال أوروبا. أدائه المبهر جذب اهتمام العديد من الأندية الأوروبية الكبيرة مثل آرسنال وتوتنهام هوتسبير الإنجليزيان، يوفنتوس الإيطالي، موناكو ومرسيليا وليون الفرنسيون.
في 16 يونيو 2008 قرر ماكون الانتقال إلى نادي ليون حامل لقب بطولة دوري الدرجة الأولى لسبع مواسم متتالية مقابل 14 مليون يورو حيث وقع على عقد يمتد لأربع مواسم وتم تسليمه القميص رقم 17 الذي كان غير مسموح تداوله تكريما للاعب الفريق السابق الكاميروني مارك فيفيان فويه الذي توفي سنة 2003 اللذان يتشاركان في الجنسية ومسقط الرأس.
في نوفمبر 2008 وبعد أن أثبت جدارته في فريق ليون بدأ نادي إنتر ميلان الإيطالي في الاهتمام بالتعاقد معه.

## المسيرة الرياضية مع المنتخبات
شارك ماكون مع منتخب الكاميرون في بطولة كأس الأمم الأفريقية 2004 حيث ساهم في احتلال منتخب بلاده المركز الأول في المجموعة ولكنه سقط في فخ الهزيمة في الدور النصف النهائي. كما شارك أيضا في بطولة كأس الأمم الأفريقية 2006 وكأس الأمم الأفريقية 2008.

## روابط خارجية
- جان ماكون على موقع الاتحاد الدولي (مؤرشف)  (الإنجليزية)
- جان ماكون على موقع اتحاد تركيا (لاعب) (الإنجليزية)
- جان ماكون على موقع قاعدة بيانات كرة القدم.إي يو (الإنجليزية)
- جان ماكون على موقع ليكيب (الفرنسية)
- جان ماكون على موقع ناشيونال فوتبول تيمز (الإنجليزية)
- جان ماكون على موقع Soccerbase.com (لاعب) (الإنجليزية)
- جان ماكون على موقع Soccerway.com (الإنجليزية)
- جان ماكون على موقع عالم كرة القدم.نت (الإنجليزية)
- جان ماكون على موقع كووورة
- جان ماكون على موقع AS.com (الإسبانية)